# ヨハン3世 (ニュルンベルク城伯)
ヨハン3世・フォン・ニュルンベルク（Johann III. von Nürnberg、1369年頃 - 1420年6月11日）は、ホーエンツォレルン家出身のニュルンベルク城伯（在位：1397年 - 1420年）。ニュルンベルク城伯フリードリヒ5世とマイセン辺境伯フリードリヒ2世の娘エリーザベトの長男。後にブランデンブルク選帝侯となるフリードリヒ6世の兄。

## 生涯
1375年に神聖ローマ皇帝カール4世の娘で、後にローマ王となるヴェンツェルの異母妹、ジギスムントの同母妹にあたるマルガレータと婚約した。1385年にフリードリヒ5世は息子達に所領を分割統治させることを決め、両者の将来の土地分割に関するDispositio Fridericianaと呼ばれる協約を定めた。1396年には、ジギスムントと共にブルガリアのニコポリスの戦いに参戦し、彼の命を救う活躍をした。1397年に父が引退すると、数年は弟のフリードリヒ6世と共同で全所領を統治した。遅くとも1403年9月までには、父の定めた分割相続の規定が実行され、ヨハン3世はob dem Gebirg（山地の上）の領域を統治することとなり、その宮廷をクルムバッハのプラッセンブルク城に構えた。
1390年以降、ヨハンはヴェンツェルの最も親密な腹心の一人に数えられ、消沈したルクセンブルク家に帝国の多くの仕事を持ち込み、活性化するよう試みた。しかし、1400年のヴェンツェルの罷免を阻止することはできなかった。ヨハン3世は1420年6月11日に亡くなり、ハイルスブロン聖堂に最後の安息を見いだした。
マルガレータとの間には、1406年にヴュルテンベルク伯エーバーハルト3世に嫁ぐことになる娘エリーザベト（1429年死去）が生まれただけであった。この為、死後はフリードリヒ6世が単独で領土を相続、後にジギスムントから選帝侯に任命された。